# 草加馬車鉄道
草加馬車鉄道（そうかばしゃてつどう）とは、かつて東京都・埼玉県に存在した馬車鉄道。

## 概要
1897年（明治30年）6月に全線廃業した千住馬車鉄道の線路などの施設を継承して馬車鉄道の営業を行うべく、1898年（明治31年）11月に草加馬車鉄道合資会社が設立された。そして11月3日に千住茶釜橋 - 北足立郡草加町が、11月28日に草加町 - 大沢町間が開業した。当時建設中だった東武伊勢崎線の工事従事者が多く利用したものの、開業時より馬匹の斃死や疾病により多大な損失を被ったため利益は上がらず、同線が1899年（明治32年）8月27日に北千住駅から久喜駅まで開業し、同年12月20日に蒲生駅、武里駅、和戸駅が開業すると並行路線となる草加馬車鉄道の乗客は減少した。そのため、1900年（明治33年）2月2日に社員総会において会社解散を決議し、全線が廃止された。なお1901年11月に客車11両貨車5両の競売公告がされている
|                                  | 営業収入（円） | 営業支出（円） | 差引益金（円） |
| -------------------------------- | -------------- | -------------- | -------------- |
| 明治31年11月3日〜明治32年4月30日 | 12,911         | 12,013         | 898            |
| 明治32年5月1日〜同年10月31日     | 11,982         | 12,909         | ▲926           |

- 『千住馬車鉄道』156頁